# Seznam bangladeških politikov
Seznam bangladeških politikov.

## A
- Khondaker Mostaq Ahmad
- Shahabuddin Ahmed
- Tajuddin Ahmed

## E
- Hussain Mohammed Ershad

## J
- (Mohamed Junus)

## R
- Sheikh Mujibur Rahman
- Ziaur Rahman

## S
- Abdus Sattar

## W
- Sheikh Hasina Wajed

## Z
- Begum Khaleda Zia